# Leptoteleia martae
Leptoteleia martae är en stekelart som beskrevs av Lubomir Masner 1978. Leptoteleia martae ingår i släktet Leptoteleia och familjen Scelionidae. Inga underarter finns listade i Catalogue of Life.